# Edward Clay
Sir Edward Clay CMG (1994) (* 21. Juli 1945) ist ein ehemaliger britischer Diplomat.

## Leben
Mit einem Stipendium konnte er am Magdalen College, Oxford studieren. 1968 trat er in den auswärtigen Dienst. 1970 bis 1972 wurde er beim britischen Hochkommissar in Nairobi beschäftigt. Von 1973 bis 1974 wurde er in Sofia vom Botschaftssekretär zweiter Klasse zum Botschaftssekretär erster Klasse befördert. Von 1975 bis 1979 wurde er in Foreign and Commonwealth Office in London beschäftigt. Von 1979 bis 1982 war er Botschaftssekretär erster Klasse in Budapest. Von 1982 bis 1985 wurde er im Foreign and Commonwealth Office in London beschäftigt.
Von 1993 bis 1997 war er Hochkommissar in Kampala. Mit Amtssitz Kampala war er von 1994 bis 1995 auch bei der Regierung von Ruanda und bis 1996 bei der Regierung in Burundi als Botschafter akkreditiert. Vom 6. April bis Mitte Juli 1994 fand der Völkermord in Ruanda statt. Von 1997 bis 1999 leitete er die Öffentlichkeitsarbeit im Foreign and Commonwealth Office in London. Von 1999 bis 2001 war er Hochkommissar in Nikosia. Von Dezember 2001 bis 2005 war er Hochkommissar in Nairobi.
Clay erlebte in seiner Amtszeit als Hochkommissar in Nairobi, wie Mwai Kibaki mit Bekenntnissen zum Kampf gegen die Korruption gewählt wurde.
In einer Rede im Juli 2004 vor dem britischen Unternehmerverband in Kenia beschrieb Clay die Amtsführung der Regierung Kibaki bildhaft, die hohen Regierungsvertreter würden essen wie Vielfraße und sich über unsere Schuhe erbrechen. Die kenianische Regierung fühlte sich angesprochen und erklärte ihn zur Persona non grata. Die britische Regierung sah in der Äußerung eine destabilisierende Kritik an der Form der Entwicklungszusammenarbeit.
2005 wurde ihm die Ehrendoktorwürde der Rechtswissenschaften von der University of Sunderland verliehen.
Nachdem er in den Ruhestand versetzt worden war, wurde Sir Edward Mitglied im Aufsichtsrat des Leonard Cheshire Disability, einer Organisation gegen Behinderung.
1969 heiratete Edward Clay Anne Stroud. Sie haben drei Töchter.
Er ist ein Cousin des verstorbenen Edward Hartley Clay, des Erfinders eines stufenlosen Getriebes.
| Vorgänger                        | Amt                                         | Nachfolger         |
| -------------------------------- | ------------------------------------------- | ------------------ |
| Charles Augustine Kaye Cullimore | Hochkommissar in Uganda 1993–1997           | Michael Edgar Cook |
| Roger Westbrook                  | Britischer Botschafter in Ruanda 1994–1995  | Kaye Wight Oliver  |
| Roger Westbrook                  | Britischer Botschafter in Burundi 1994–1995 | Kaye Wight Oliver  |
| David Madden                     | Hochkommissar in Zypern 1999–2001           | Lyn Parker         |
| Jeffrey Russell James            | Hochkommissar in Kenia 2001–2005            | Adam Wood          |